# Applebee's
Applebee's Restaurants LLC, marknadsför sig som Applebee's Neighborhood Grill + Bar, tidigare T.J. Applebee’s Rx for Edibles & Elixirs, är en amerikansk multinationell restaurangkedja som 2021 hade  totalt 1 680 restauranger varav 69 ägda av Applebee's själva medan resten ägdes av franchisetagare. Restaurangerna fanns i 49 amerikanska delstater, två amerikanska territorier (Guam och Puerto Rico) samt elva länder (Bahrain, Brasilien, Dominikanska republiken, Egypten, Guatemala, Kanada, Kuwait, Mexiko, Panama, Qatar och Saudiarabien). I USA hade de en total försäljning på nästan 4,2 miljarder amerikanska dollar för det året. Restaurangkedjan ägs av förvaltningsbolaget Dine Brands Global.

## Historik
Restaurangkedjan grundades 1980 som T.J. Applebee’s Rx for Edibles & Elixirs i Decatur i Georgia av Bill Palmer och dennes fru T.J. Palmer. Bill Palmer hade tidigare haft chefsbefattningar inom snabbmatskedjan Burger King. År 1983 förvärvade konglomeratet W.R. Grace and Company restaurangkedjan och två år senare blev Palmer franchisetagare för Applebee's i Atlanta-området. År 1986 bytte restaurangkedjan namn till det nuvarande. År 1994 började man expandera internationellt och öppnade sin första restaurang utanför USA, närmare bestämt i Winnipeg, Manitoba i Kanada. I november 2007 köpte förvaltningsbolaget Ihop Corporation, som ägde restaurangkedjan Ihop, Applebee's för 2,04 miljarder dollar. I december 2018 köpte restaurangkedjan 69 Applebee's-restauranger från franchisetagaren Apple Gold Group, samtliga restauranger låg i North- och South Carolina.